# Dołżki
Dołżki (ukr. Довжки) – wieś na Ukrainie, w obwodzie lwowskim, w rejonie stryjskim (do 2020 roku w rejonie skolskim).
Przed II wojną światową w granicach Polski, wchodziła w skład powiatu turczańskiego.